# Thomas Anzenhofer
Thomas Anzenhofer (* 1959 in Ulm) ist ein deutscher Schauspieler.

## Leben
Thomas Anzenhofer studierte von 1980 bis 1984 Schauspiel an der Hochschule der Künste in West-Berlin.
Danach folgten Theaterengagements am Schauspiel Frankfurt (1984), am Schillertheater Berlin (1985) und am Residenztheater München (1985 bis 1986). Von 1986 bis 1995 war Anzenhofer festes Ensemblemitglied am Schauspielhaus Bochum. Von 1996 bis 1998 gehörte er dem Berliner Ensemble als Mitglied an. 2005 kehrte er für ein Gastengagement an das Theater Bochum zurück. Anzenhofer spielte zahlreiche Rollen von der klassischen Theaterliteratur bis zur Moderne und trat unter anderem in Stücken von Moliere, Gotthold Ephraim Lessing, Karl Schönherr und David Mamet auf. Im Laufe seiner Karriere arbeitete er mit vielen renommierten Dramatikern und Theaterregisseuren des deutschen Sprachraums zusammen, unter anderem mit Heiner Müller, Martin Wuttke, Andrea Breth, Frank-Patrick Steckel, B. K. Tragelehn, Valentin Jeker und Klaus Emmerich.
Während seiner Theaterengagements übernahm Anzenhofer bereits in den 1980er-Jahren einige Filmrollen. So spielte er 1984 in dem Film Die Platzanweiserin. 1985 war er in Der Tod des weißen Pferdes und 1986 in Die Reise unter der Regie von Markus Imhoof zu sehen.
Ab Mitte der 1990er Jahre begann seine Karriere im deutschen Fernsehen. Anzenhofer übernahm mehrere durchgehende Serienrollen, wiederkehrende Episodenrollen und Gastrollen. Er wurde im deutschen Fernsehen überwiegend in Kriminalserien und Kriminalfilmen, wie Der Alte, Siska, Ein Fall für zwei und Tatort eingesetzt, wo er häufig auf die Rolle des widersprüchlichen Bösewichts festgelegt war.
Bekanntheit erlangte Anzenhofer vor allem in der Rolle des Tobias „Dobbs“ Steiger in der RTL-Fernsehserie Der Clown. Diese Rolle wiederholte er nochmals 2004 in dem Kinofilm Der Clown.
Anzenhofer übernahm auch Rollen in musikalischen Produktionen und gibt Solo-Programme mit Rezitationen und Chansons. Am Schauspielhaus Bochum spielt er seit der Spielzeit 2009/10 in A Tribute To Johnny Cash und seit 2012 in Well, you're my friend die Rolle des amerikanischen Countrysängers Johnny Cash.

## Filmografie
- 1984: Die Platzanweiserin (Fernsehfilm)
- 1985: Der Tod des weißen Pferdes
- 1986: Die Reise (Kinofilm)
- 1996: Und keiner weint mir nach (Kinofilm)
- 1996: Auf Achse – Schwarze Ladung (Fernsehserie)
- 1996: Der schönste Tag im Leben (Fernsehfilm)
- 1996: Adrenalin (Kinofilm)
- 1997: Gesches Gift (Kinofilm)
- 1997: Lea Katz – Die Kriminalpsychologin: Das wilde Kind
- 1997: Tatort: Bombenstimmung (Fernsehreihe)
- 1998: Kommissar Rex – Mosers Tod
- 1998: Balko – Der Söldner
- 1998–2001: Der Clown (Serie)
- 1999: Café Meineid – Flori
- 1999: Lea Katz – Die Kriminalpsychologin: Einer von uns
- 2001: Tatort: Und dahinter liegt New York
- 2002–2009: Ein Fall für zwei (Fernsehserie)
- 2003: Alarm für Cobra 11 – Falsche Signale
- 2003: Sperling – Sperling und die Angst vor dem Schmerz
- 2003: Tatort: Bienzle und der Tod im Teig
- 2003: Der Alte – Episode 292: Todfeinde
- 2004: Doppelter Einsatz – Die Wahrheit stirbt zuletzt
- 2004: Der Bulle von Tölz: Sport ist Mord
- 2004: Der Alte – Folge 297: Schweigegeld
- 2004: Der Alte – Folge 302: Blutsbande
- 2005: Der Clown – Payday (Kinofilm)
- 2005: Der Elefant – Mord verjährt nie (Fernsehserie, Folge Spiegelbilder)
- 2005: Alarm für Cobra 11 – Brennpunkt Autobahn
- 2005: Hallo Robbie! – Das Marathonschwimmen
- 2005: Der Dicke – Gemischte Gefühle
- 2006: Die Rosenheim-Cops – Mord am Fluss
- 2006: SOKO Leipzig – Hundeleben
- 2006: Kommissar Stolberg – Kreuzbube
- 2007: Tatort: Bienzle und die große Liebe
- 2008: Im Tal der wilden Rosen – Fluss der Liebe (Fernsehfilm)
- 2010: Scheidung für Fortgeschrittene (Fernsehfilm)
- 2011: Die Rosenheim-Cops – Ein mörderischer Verdacht
- 2012: Küstenwache – Tödliches Kommando
- 2012: Danni Lowinski – Sperrbezirk
- 2013: Heiter bis tödlich: Zwischen den Zeilen – Ruhe sanft Paul
- 2014: SOKO Stuttgart – Herrgottsbescheißerle
- 2016: Alarm für Cobra 11 – Tricks
- 2018: Der Staatsanwalt – Taunushexe
- 2019: WaPo Bodensee – Abgetaucht
- 2022: SOKO Köln – Der Tod kommt selbst ins Wohnmobil
- 2024: SOKO Hamburg: Luiz Tod
- 2024: In aller Freundschaft: Ernüchterung

## Hörspiele (Auswahl)
- 2013: Nii Parkes: Die Spur des Bienenfressers – Regie: Thomas Leutzbach (WDR)
- 2020: Thomas Anzenhofer: Solo für Kruske – Noir-Krimi aus dem Pott – Regie: Thomas Werner (WDR)
- 2024: Lars Henriks und Moritz Haase: Dämonenjäger Ewald Heine – Grusel-Hörspiel-Serie mit 10 Folgen – Regie: Thomas Leutzbach (WDR)[2]